# Лисье (Свердловская область)
Лисье — посёлок в Тавдинском городском округе Свердловской области. Входит в состав Городищенского сельсовета.

## География
Посёлок Лисье находится в восточной части Свердловской области, на расстоянии 21 километра к востоку-северо-востоку от города Тавда, в лесной местности, на юго-западном берегу озера Янычково.

## Население
| 2002 | 2010 | 2021 |
| ---- | ---- | ---- |
| 20   | ↘14  | ↘6   |

Согласно результатам переписи 2002 года, в национальной структуре населения русские составляли 90 % из 20 чел.

## Улицы
Уличная сеть посёлка состоит из двух улиц (ул. Береговая и ул. Центральная).